# Sara Mitich
Sara Mitich (* 26. November 1990 in Hamilton, Ontario) ist eine kanadische Filmschauspielerin.

## Leben
Mitich wurde in Hamilton, Ontario als Kind serbischer Einwanderer geboren. Im Alter von neun Jahren begann sie eine Ballett-Ausbildung an der National Ballet School of Canada in Toronto. Ein plötzlicher Wachstumsschub verhinderte hier aber einen weiteren Karriereweg. Mitich begann daraufhin eine Schauspiel-Ausbildung in einem gemeinsamen Programm der University of Toronto und des Sheridan College. Ab 2010 spielte sie zunächst in mehreren Kurzfilmen und ab 2013 auch in mehreren Kino- und Fernsehfilmen. In der Krimiserie Murdoch Mysteries spielte sie von 2014 bis 2015 ihre erste wiederkehrende Nebenrolle, eine weitere folgte von 2015 bis 2016 in der Science-Fiction-Fernsehserie The Expanse. Ab 2016 folgten größere Rollen in Kino- und Fernsehproduktionen. Für ihre Darstellung in dem Drama Ashes von 2017 erhielt sie mehrere Nominierungen und Auszeichnungen. 2017 bis 2022 spielte Mitich in der Science-Fiction-Fernsehserie Star Trek: Discovery mit, wo sie zwei verschiedene Rollen verkörperte (in Staffel 1 den Cyborg Airiam und in Staffel 2 bis Staffel 4 Lieutenant Nilsson).
Mitich ist außerdem als Schauspiel-Lehrerin in den Armstrong Acting Studios in Toronto tätig.

## Filmografie
- 2010: Posthuman (Kurzfilm)
- 2011: Fall of Fables (Kurzfilm)
- 2011: Through Her Eyes (Kurzfilm)
- 2011: This Is Not a Suicide Note (Kurzfilm)
- 2011: Prick (Kurzfilm)
- 2012: Plastic (Kurzfilm)
- 2013: Mind Games
- 2014: Gerry Dee: The Substitute (Fernsehfilm)
- 2014: The Listener – Hellhörig (Fernsehserie, Folge 5x03)
- 2014: Joy Ride 3: Road Kill (Direct-to-Video)
- 2014–2015: Murdoch Mysteries (Fernsehserie, zehn Folgen)
- 2015: Heroes Reborn (Fernsehserie, Folge 1x01)
- 2015–2016: The Expanse (Fernsehserie, vier Folgen)
- 2016: Weihnachten auf der Bühne (A Nutcracker Christmas, Fernsehfilm)
- 2016: To Our Bright White Hearts
- 2017: White Night
- 2017: Ashes
- 2017–2022: Star Trek: Discovery (Fernsehserie, 37 Folgen)
- 2018: A Deadly View
- 2018: Anon
- 2019: Cold Feet at Christmas (Fernsehfilm)
- 2019: Bunker Burger (Kurzfilm)
- 2019: Private Eyes (Fernsehserie, Folge 3x12)
- 2019: Frankie Drake Mysteries (Fernsehserie, Folge 3x07)
- 2021: A Wedding Ring (Fernsehfilm)
- 2021: Synchronicity
- 2022: Control
- 2022: Astonishing Tales of Terror: Rocktapussy!

## Auszeichnungen und Nominierungen
| Jahr | Ergebnis  | Kategorie                       | Award                                |
| ---- | --------- | ------------------------------- | ------------------------------------ |
| 2017 | Nominiert | Beste Schauspielerin (Ashes)    | Milledgeville-Eatonton Film Festival |
| 2018 | Gewonnen  | Beste Nebendarstellerin (Ashes) | Actors Awards, Los Angeles           |
| 2018 | Nominiert | Bester Cast (Ashes)             | AltFF Alternative Film Festival      |